# Ottavio Rossi
Pour les articles homonymes, voir Rossi.
Ottavio Rossi (26 juillet 1570 à Brescia - 28 septembre 1630 dans la même ville) est un archéologue et littérateur italien.

## Biographie
Ottavio Rossi nait en 1570, à Brescia, de parents nobles. Doué pour les sciences, il achève ses études à Padoue à dix-neuf ans, et estt retenu, dit-on, pour enseigner la philosophie dans cette université célèbre (voy. Papadopoli, Hist. gymnas. Patavini). Il se démet de sa chaire en 1591, et, entraîné par son goût pour la recherche des antiquités, il visite les principales villes d’Italie pour examiner les restes précieux qu’elles renferment. Après avoir séjourné quelque temps à Rome et à Naples, où il fréquente le monde académique, il parcourt l’Allemagne et la Hongrie, cherchant partout de nouvelles occasions de s’instruire. De retour à Brescia, Rossi forme le projet de consacrer ses talents à l’illustration de sa ville natale. Il s’occupe donc de recueillir les antiquités et les inscriptions éparses dans le Brescian ; il puise dans les archives, dans les bibliothèques, des documents pour écrire l’histoire de cette contrée et célèbre, dans ses vers comme dans sa prose, ses hommes illustres. Il refuse, par attachement pour son pays, une place de secrétaire d'État que lui fait offrir l’empereur Rodolphe, et, loin d’augmenter ses revenus dans les emplois publics, il en dépense une partie à l’encouragement des artistes et littérateurs. Ce désintéressement lui vaut l’affection de ses concitoyens : c’est la seule récompense qu’il a ambitionnée. Il va cependant être élu membre du Sénat de Venise quand il meurt à Brescia, le 28 septembre 1630, à l’âge de 60 ans, avec le regret de n’avoir pu mettre la dernière main à l’histoire de cette ville. Il laisse plusieurs enfants ; mais aucun d’eux ne s’est montré jaloux de terminer l’ouvrage de leur père et d’en faire jouir le public.

## Œuvres principales

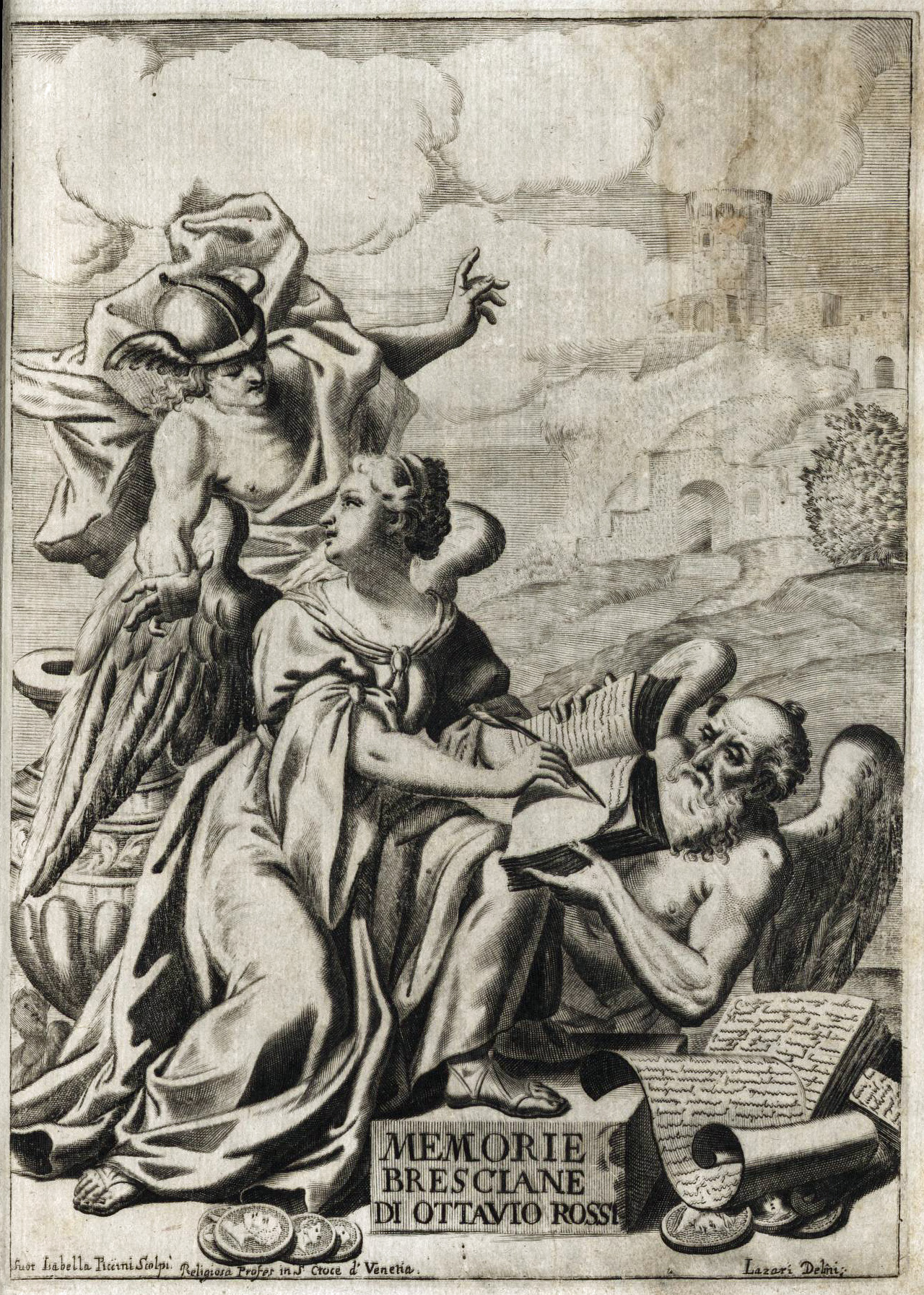
Memorie Bresciane, Brescia, Domenico Gromi, 1693.

Outre des harangues et des pièces de vers, on a de lui : 
- Rime amorose, lugubri, eroïche, morali, sacre et varie, Brescia, 1612, in-12.
- Memorie Bresciane, opera historica et simbolica, ibid., 1616, in-4° ; 2e édit., revue et augmentée par Fortunato Vinaccesi, ibid., 1693, même format. Fontanini n’était pas content de cette édition, et il souhaitait que quelque savant voulut en donner une plus belle et plus correcte (voy la Bibl. d’eloquenza). Cet ouvrage, plein de recherches, est très estimé des curieux ; il a été traduit en latin par Duker, dont la version fait partie du Thesaurus antiquitat. Italiæ de Burmann, t. 4, 2e partie.
- La Crocetta pretiosa e l’orofiamma glorioso della città di Brescia, ibid., 1619, in-8°.
- Elogi istorici de’ Bresciani illustri, ibid., 1620, in-4°, rare.
- Lettere, ibid., 1621, in-8°. Ces lettres ont été recueillies et publiées par Barth. Fontana, qui en est aussi l’imprimeur.
- Istoria de’ gloriosissimi SS. martiri Faustino et Giorita, ibid., 1624, in-8°.
- le Glorie de’ Francesi panegirico, 1629, in-4°.

Parmi les manuscrits de Rossi on cite l’Histoire de Brescia, conservée dans les archives de cette ville : elle est divisée en trente-six livres ; un ouvrage intitulé De’ fatti illustri de’ Bresciani ; un recueil de médailles, des lettres, des poésies, etc. Ghilini et Tomasini ont laissé des éloges de cet écrivain.